# Meditação budista

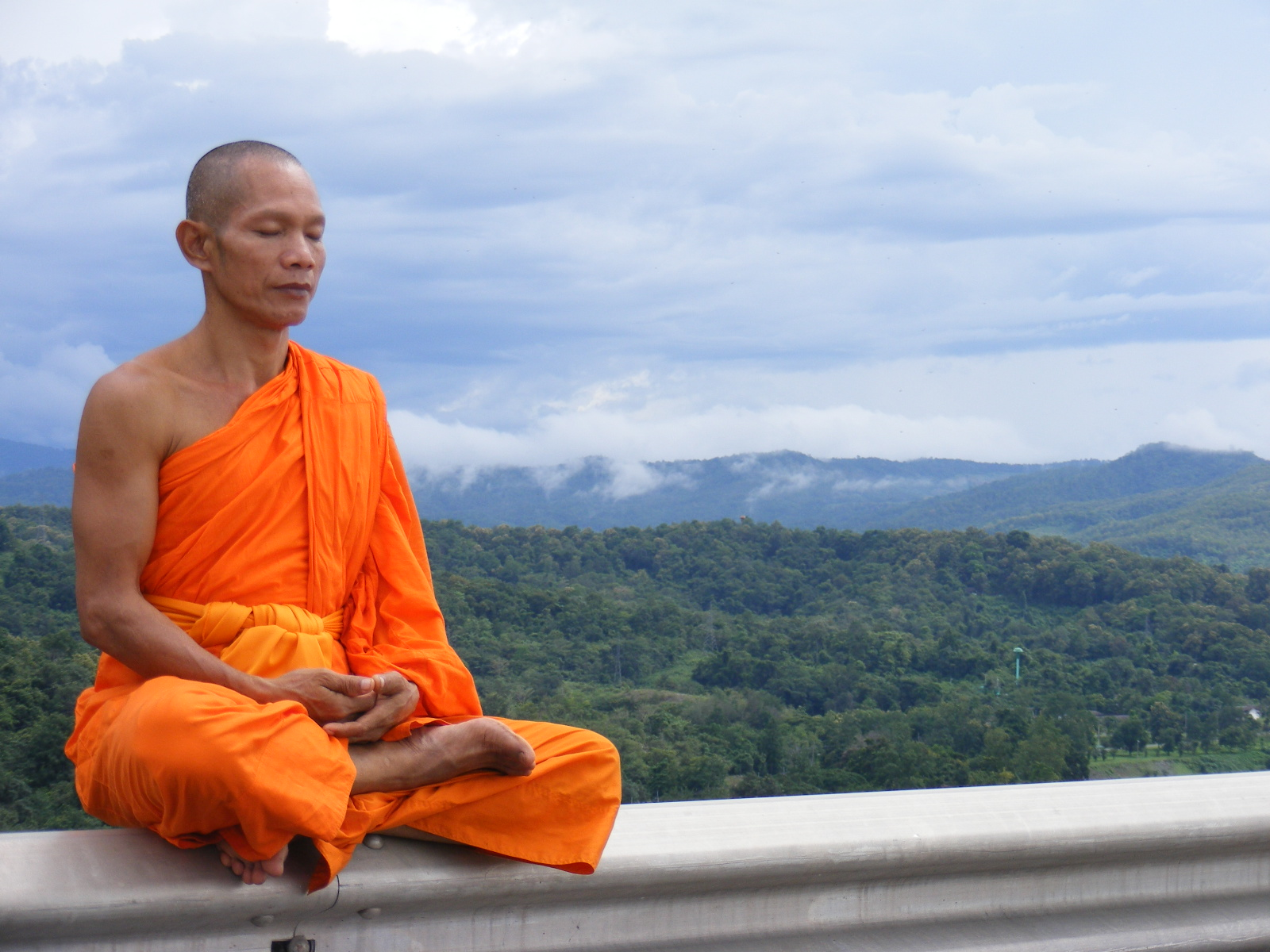
Monge meditando ao lado da barragem Sirikit, na Tailândia.

Meditação budista é a meditação usada na prática budista. Inclui qualquer método de meditação que tenha, como meta última, a iluminação (Bodhi). Os termos mais próximos a "meditação" nas linguagens clássicas do budismo são bhavana e desenvolvimento mental.

## Diferentes visões e equívocos
Sendo a meditação conceituada como "desenvolvimento de certas qualidades mentais", é importante notar que há diversos "métodos" ensinados por diferentes escolas e professores, compreendendo uma vasta gama de ensinamentos e enfocando mais uma ou outra qualidade a ser desenvolvida. Sendo assim, não se deve condensar o conceito de meditação budista em apenas uma escola ou prática.
A identificação somente da meditação formal sentada com a prática é outra visão equivocada, comumente difundida no ocidente, havendo, por exemplo, a prática comum da "meditação andando". O conceito da prática meditativa (desenvolvimento mental), ao ser levado mais a fundo, pode ser expandido para incluir todas as atividades do dia a dia.

## Tradições
A partir das primeiras divisões que ocorreram entre as escolas iniciais do budismo e à medida em que o budismo se espalhou por diferentes países, diferentes tradições foram surgindo. Junto com essas tradições, diferentes maneiras de ensinar meditação apareceram. Algumas "técnicas" desapareceram em alguns lugares, outras foram adaptadas e outras foram adicionadas vindas de outras tradições ou mesmo criadas. Mas o que une as diferentes abordagens de meditação como Budistas é estarem em linha com o nobre caminho óctuplo.

### Theravada
Na escola Theravada (escola dos anciãos), a meditação toma, como base, os ensinamentos do Buda contidos no cânon em Páli. No cânon, o Buda prescreve diversos métodos de desenvolvimento mental para erradicar apego e aversão, ou para desenvolver algum fator que contribua para a erradicação desses.
Atualmente, é popularizada uma visão que toma a meditação por dois ângulos: tranquilidade e concentração (samatha) e sabedoria e visão (vipassana) sendo comum escolas que colocam a meditação Samatha como de menor importância, dando maior ênfase a Vipassana, embora tal separação estrita pareça ter surgido com os comentários singaleses sobre o cânon, escritos séculos depois do Buddha. Enquanto outras,como a Tradição Tailandesa das Florestas, veem Samatha e Vipassana como dois aspectos de um mesmo caminho e inseparáveis entre si.
Algumas meditações populares:
- Anapana-Sati - Plena atenção na respiração. Desenvolve os sete fatores da iluminação[8][9] Uma das meditações mais ensinadas pelo Buddha, Sua pratica completa é equivalente a Satipatthana em forma resumida.
- Satipatthana - Quatro fundamentos do estabelecer de Sati. Uma explicação geral do que entra dentro do fator Sati do caminho Octuplo. O Satipatthana Sutta é usado como base para a maioria das práticas de escolas vipassana.[10]
- Metta Bhavana - desenvolvimento de Metta, ou 'amor universal'.[11][12]
- kayagatha - contemplação da natureza do corpo. Inclui contemplações sobre a natureza do corpo em suas partes e em seus quatro elementos e sobre sua decadência e morte.

### Vajrayana
Na escola Vajrayana, são adicionados métodos tântricos que têm, por objetivo, acelerar o processo de iluminação.
O objetivo dos ensinamentos de Mahamudra e Dzogchen, ensinados respectivamente pelas escolas Kagyu e Nyingma, é se familiarizar com a natureza última da mente que delineia toda a existência, passando assim por estágios que levam à iluminação.
As práticas preliminares das escolas Kagyu e Nyingma são chamadas Ngondro, e envolvem visualizações, recitação de mantras e prostrações.

### Zen
A meditação no Zen é o Zazen. No Zazen, é mantida a atenção plena sentada, com base na respiração, observando os pensamentos e sensações à medida que surgem e passam. A prática de atenção plena à medida que é desenvolvida leva a maior entendimento, aceitação e compreensão da realidade. Também é comum o uso de Koans.

### Terra pura
A meditação no budismo Terra pura é, basicamente, a recitação do nome do Buda Amitaba, ou visualização do mesmo.

## Usos terapêuticos da meditação
Durante muito tempo, as pessoas praticaram meditação com base nos princípios da meditação budista, a fim de obter benefícios mundanos e terrenos. Assim, a atenção plena e outras técnicas de meditação budista estão sendo defendidas no Ocidente por psicólogos inovadores e professores especialistas em meditação budista, como Thích Nhất Hạnh, Pema Chödrön, Clive Sherlock, Mya Thwin, S. N. Goenka, Jon Kabat-Zinn, Jack Kornfield, Joseph Goldstein, Tara Brach, Alan Clements e Sharon Salzberg, que têm sido amplamente atribuídos por desempenhar um papel significativo na integração dos aspectos curativos das práticas de meditação budista com o conceito de consciência psicológica, cura e bem-estar. Embora a meditação da atenção plena tenha recebido a maior atenção da pesquisa, a meditação da bondade amorosa (metta) e da equanimidade (upekkha) estão começando a ser usadas em uma ampla gama de pesquisas nos campos da psicologia e neurociência.

Os relatos de estados meditativos nos textos budistas são, em alguns aspectos, livres de dogmas, tanto que o esquema budista foi adotado por psicólogos ocidentais tentando descrever o fenômeno da meditação em geral. No entanto, é extremamente comum encontrar o Buda descrevendo estados meditativos que envolvem a obtenção de poderes mágicos (sânscrito rddhi, Pali iddhi) tais como a capacidade de multiplicar o corpo em muitos e voltar a um novamente, aparecer e desaparecer à vontade, passar por objetos sólidos como se fosse espaço, afundar e emergir do chão como se estivesse na água, caminhar sobre a água como se fosse terra, voar pelos céus, tocar qualquer coisa a qualquer distância (até a lua ou o sol) e viajar para outros mundos (como o mundo de Brahma) com ou sem o corpo, entre outras coisas, e, por essa razão, toda a tradição budista pode não ser adaptável a um contexto secular, a menos que esses poderes mágicos sejam vistos como representações metafóricas de poderosos estados internos aos quais as descrições conceituais não poderiam fazer justiça.

## Leituras adicionais
- Matthew Flickstein and Bhante Henepola Gunaratana. (1998) Journey to the Center: A Meditation Workbook. Wisdom Publications. ISBN 0-86-171141-6.
- Epstein, Mark (1995). Thoughts Without a Thinker: Psychotherapy from a Buddhist Perspective. BasicBooks. ISBN 0465039316.
- Kamalashila (1996). Meditation: The Buddhist Art of Tranquility and Insight. Birmingham: Windhorse Publications. ISBN 1899579052.
- Friedrichs, Kurt, Ingrid Fischer-Schreiber, Franz-Karl Ehrard, Michel S. Diener, Dictionnaire de la sagesse orientale, trad. Monique Thiollet, Ed. Robert Laffont, 1989. ISBN 2-221-05611-6